# Popis djela P. D. Q. Bacha
P. D. Q. Bach je izmišljeni skladatelj, najmlađi sin Johanna Sebastiana Bacha. Njegov tvorac je američki skladatelj klasične glazbe Peter Schickele: u tu svrhu, kao "Profesor Schickele", iskonstruirao je Bachov životopis, "otkrio" je Bachova djela (koje je, naravno, sâm skladao) i promovirao ih na koncertima. Djela su komični aranžmani i parodije na skladbe klasične glazbe, a naslovi djela su kalamburi izvornih naslova.
Schickele nije sastavio katalog djela, ali im je davao "kataloške oznake". Oznaka kataloga "S." je kratica za Schickele numbers i asocira na Schmieder numbers, kako se u početku referencirao katalog djela J. S. Bacha prema autoru Wolfgangu Schmiederu. Brojevi u katalogu nemaju svrhu identifikacije djela, već im je namjena šaljiva.
Donji katalog sortiran je abecedno po objavljenim naslovima djela.
[O komentarima: i naslovi djela i kataloške oznake su mnoge stilske figure i idiomi koje je teško ili nemoguće doslovno prevesti, te ih treba shvatiti kao pomoć čitatelju u razumijevanju suštine napisanoga.]

## Djela
- 1712 Overture, S. 1712   [Uvertira "1712"; prema 1812 Overture, Uvertira "1812" Petra Iljiča Čajkovskog]
- The Abduction of Figaro, a simply grand opera in three acts, S. 384,492   [Otmica Figara, jednostavna velika opera u tri čina; naslov prema Mozartovim operama Otmica iz saraja KV 384 i Figarov pir KV 492]
- Allegretto Gabinetto for Plumber and Keyboarder, S. 2nd Door on the Left   [Allegretto Kabineto za vodoinstalatera i tipkovničara (moguća asocijacija: Gabinetto Segreto, muzej erotike u Napulju); S.: druga vrata lijevo]
- The Art of the Ground Round for three baritones and discontinuo, S. 1.19/lb   [Umjetnost Ground Rounda za tri baritona i dikontinuo; Ground Round je lanac restorana u Americi; diskontinuo: prema diskont i dis-continuo; S.: 1.19/lb: $1,19/funti]
- Birthday Ode to "Big Daddy" Bach, for soloists, chorus and orchestra, S. 100   [Rođendanska oda "Tati" Bachu, za soliste, zbor i orkestar]
- Breakfast Antiphonies, S. 8:30   [Antifone za doručak; također: Antiphony = nametljivost, upornost; S.: vrijeme doručka]
- Canine Cantata: Wachet, Arf!, S. K9   [Pasja kantata: Budite se, av!; prema Wachet auf iz naslova korala Wachet auf, ruft uns die Stimme (Budite se, zove nas glas) Philippa Nicolaia i istoimenoj kantati BWV 140 J. S. Bacha]
- Cantata: Blaues Gras, S. 6 string   [Kantata "Plava trava"; njemački Blaues Gras: Bluegrass, tip country glazbe; S.: 6 žica]
- Cantata No. 11, 532.9: Gott sei dank, daß heute Freitag ist, S. 5   [Kantata br. 11, 532.9: "Hvala Bogu što je danas petak" (posljednji radni dan); mnoge barokne kantate počinju stihom Gott sei dank]
- Cantata: Iphigenia in Brooklyn, S. 53,162   [Kantata: Ifigenija u Brooklynu, prema Euripidovim naslovima "Ifigenija u Aulidi" i "Ifigenija među Taurijcima", koje su rabili i neki skladatelji]
- Cantata Singalonga: Melior Cave Canem, S. MCC   [Kantata singalonga: Čuvaj se psa; singalonga je navodno po latinskom kao i ostatak naziva: sing-along je engleski naziv za pjevanje publike uz izvođače]
- Canzon Per Sonar a Sei – Count Them – Sei, S. 6   [Pjesma za sonar do šest - brojite ih - šest; igra riječima na talijanskom i engleskom, odjek sonara]
- Canzonetta La Hooplina, S. 16 going on 30   [Canzonetta La Hooplina - djevojka iz mjesta Hoople na krajnjem sjeveru Sjeverne Dakote, u kome se nalazi izmišljeni University of Southern North Dakota (Univerzitet Južne Sjeverne Dakote) profesora Schickelea; S.: od 16 na 30]
- Capriccio La Pucelle de New Orleans, S. under 18   [igra riječima na ime grada: New Orleans - Orléans; "La Pucelle" (djevica) je nadimak Ivane Orleanske; S.: ispod 18 godina]
- Choral Prelude: "Ah", S. 1636   [Koralni preludij "Ah"; prema njemačkom Choral (u engleskom je Chorale), mnogi korali počinju s "Ach" ili "O"]
- Choral Prelude: "Should", S. 365   [Koralni preludij "Treba"]
- Classical Rap, S. 1–2–3   [Klasični rap]
- Concerto for Bassoon vs. Orchestra, S. 8'   [Koncert za fagot protiv orkestra]
- Concerto for Horn and Hardart, S. 27   [Koncert za Horna i Hardarta; Horn & Hardart je tvrtka koja je 1888. godine u Americi prva uvela automate za hranu i piće.]
- Concerto for Piano vs. Orchestra, S. 88   [Koncert za klavir protiv orkestra; S.: uobičajeno klavir ima 88 tipaka]
- Concerto for Simply Grand Piano and Orchestra, S. 99%   [Koncert za običan veliki klavir i orkestar; Grand Piano je u engleskom naziv za vodoravnu konstrukciju klavira ("koncertni klavir", za raliku od pijanina čija je konstrukcija okomita)]
- Concerto for Two Pianos vs. Orchestra, S. 2 are better than one   [Koncert za dva klavira protiv orkestra; S.: dva su bolja od jednog]
- A Consort of Choral Christmas Carols, S. 359   [Ansambl koralnih božićnih pjesama; Consort, između ostalih, ima značenje ansambla srodnih glazbala; igra riječima: Choral = koralni i Carol = (božićni) koral; S.: 359. dan u godini]
- Diverse Ayres on Sundrie Notions, S. 99 44/100   [Različite arije na sitne pojmove; S.: prema sloganu reklame za sapun Ivory tvrtke Procter & Gamble iz 1895. godine "99 44/100% čist"]
- "Dutch" Suite in G Major, S. -16   [Nizozemska suita u G-duru; prema engleskim i francuskim suitama J. S. Bacha; S.: ispod nivoa mora]
- Echo Sonata for Two Unfriendly Groups of Instruments, S. 9999999999   [Odjekujuća sonata za dvije neprijateljske grupe glazbala (limeni puhači podrivaju drvene puhače...)]
- "Erotica" Variations for banned instruments and piano, S. 36EE   [Varijacije "Erotika" za zabranjena glazbala i klavir; prema Eroica Variations Ludwiga van Beethovena; S.: EE: Extended Edition (prošireno izdanje)]
- Fanfare for Fred, S. F4F   [Fanfare za Freda; Princ Fred je plemić koji naručivao djela P. D. Q. Bacha; S.: broj "4" (four) se u žargonu često rabi umjesto "for", npr. 4U = for you]
- Fanfare for the Common Cold, S. 98.7   [Fanfare za običnu prehladu; prema Fanfare for the Common Man Aarona Coplanda, S.: 37°]
- Fantasieshtick, S. 1001   [Fantazija; prema njemačkom Fantasie-Stück mnogih skladatelja; Shtick: po njemačkom Stück (komad, djelo), u žargonu bitno svojstvo ili obilježje]
- Four Curmudgeonly Canons, S. 365   [Četiri gunđava kanona]
- Four Folk Song Upsettings, S. 4   [Četiri potresne narodne pjesme]
- Four Next-to-Last Songs, S. Ω – 1   [Četiri pretposljednje pjesme]
- Fugue of the Volga Boatmen, S. 1-2-3-grunt   [Fuga burlaka s Volge; prema The Song of the Volga Boatmen, S.: 1-2-3- o-ruk! (Эй, ухнем!)]
- Goldbrick Variations, S. 14   [Zabušantove varijacije; Goldbrick (žargon: zabušant) prema Goldberg Variations (Goldberg-Variationen BWV 988) J. S. Bacha;]
- Grand Serenade for an Awful Lot of Winds and Percussion, S. 1000   [Velika serenada za užasno mnogo puhača i udaraljki]
- Gross Concerto No. 1 for Divers Flutes, Two Trumpets, and Strings, S. -2   [kalambur na Concerto grosso: Bruto koncert za razne flaute, dvije trube i gudače]
- Gross Concerto No. 2 for flutoid instruments and orchestra, S. -1   [Bruto koncert za flautoidna glazbala i orkestar]
- Hansel and Gretel and Ted and Alice, an opera in one unnatural act, S. 2n-1   [Ivica i Marica i Ted i Alisa, opera u jednom neprirodnom činu; Hänsel und Gretel (Ivica i Marica) umjesto prvih dvaju imena u naslovu komedije Bob & Carol & Ted & Alice iz 1969. godine]
- Hindenburg Concerto, S. LZ 129   [Hindenburgov koncert; S.: cepelin LZ 129]
- Hoarse Trojan, a lost opera, S. One Size Fits All   [Promukao Trojanac, izgubljena opera; kalambur hoarse (hôrs) - horse (hôrs), prema Trojan Horse (Trojanski konj; S.: univerzalna veličina]
- "Howdy" Symphony in D Major, S. 6⅞   [Simfonija "zdravo!" u D-duru; prema "Farewell" Symphony Josepha Haydna (Simfonija br.45, u fis-molu, "Oproštajna simfonija"); u Haydnovoj simfoniji u posljednjem stavku svirači postupno odlaze sa scene, u ovoj u prvom stavku postupno dolaze na scenu]
- Knock, Knock, choral cantata, S. 4/1   [Kuc-kuc, koralna kantata; prema šali s kucanjem na vrata, obično s kalamburom na dano ime, npr. "<kuc-kuc> - tko je? - Wiki - Koja Wiki? - Wikipedija"]
- Konzertschtick for Two Violins Mit Orchestra, S. 2+   [Koncertni komad za dvije violine s orkestrom;  prema njemačkom Konzertstück (koncertni komad, koncertino); s njemačkim mit (sa)]
- Liebeslieder Polkas for mixed chorus and piano five hands, S. 2/4   [Ljubavne polke za mješoviti zbor i klavir peteroručno; prema Brahmsovom Liebeslieder-Walzer, zbirka ljubavnih pjesama za glas i klavir četveroručno]
- Lip My Reeds, S. 32'   [Poljubi mi pisak; inverzija fraze Read my lips: "slušaj pažljivo", doslovno "čitaj mi s usana"; Reed je vibrirajući dio piska puhaćih glazbala]
- A Little Nightmare Music, an opera in one irrevocable act, S. 13   [Mala košmarna muzika, opera u jednom nepovratnom činu; prema engleskom naslovu A Little Night Music = Mala noćna muzika]
- Little Notebook for "Piggy" Bach   [Mala kajdanka za "Prasca" Bacha; Piggy Bach: prema Piggy Bank - kasica prasica]
- Little Pickle Book (Pöckelbüchlein), for theater organ and dill piccolos, S. 6   [Knjižica za kiseljenje, za kazališne orgulje i začinjene piccole]
- Long Live the King, S. 1789   [Živio kralj; prema frazi iz francuskog Le roi est mort, vive le roi! - kralj je mrtav, živio kralj!; S.: 1789 je godina Francuske revolucije]
- The Magic Bassoon, a tragicommodity in one act, S. 7   [Čarobni fagot, tragikomodacija u jednom činu; tragicommodity prema Tragicomedy (tragikomedija), commodity - roba, komotnost, komodacija]
- March of the Cute Little Wood Sprites, S. Onesy Twosy   [Marš simpatičnih malih šumskih vilenjaka; S.: onesie-twosie, deminutiv od one (jedan) i two (dva) u žargonu: pojedinačno ili vrlo male grupe]
- Minuet Militaire, S. 1A   [Vojni menuet; (na francuskom)]
- Missa Hilarious, S. N20   [Smiješna misa; prema Missa Solemnis; S.: kemijska formula plina smijavca]
- The Musical Sacrifice, S. 50% off   [Glazbena žrtva; prema Musical Offering BWV 1079 J. S. Bacha; Offering može značiti ponuda, prilog u znak štovanja ili pobožnosti, a također i prinošenje žrtve; S.: 50% popusta]
- No-no Nonette, for assorted winds and toys, S. 86   [Ne-ne Nonet, za odabrane puhače i igračke; igra riječima na mjuzikl No, No, Nanette; prema Toy Symphony ("Simfonija igračaka", sporno autorstvo); S.: 86 (eighty-six) u žargonu: izbaciti, odbaciti, izuzeti]
- Notebook for Betty-Sue Bach, S. 13 going on 14   [Kajdanka za Betty Sue Bach; prema Little Notebook for Anna Magdalena Bach J. S. Bacha, S. 13 uskoro puni 14]
- Octoot, for wind instruments, S. 8   [Oktut za puhače; spoj "oktet" i onomatopeje trubljenja]
- Oedipus Tex, dramatic oratorio for soloists, chorus and orchestra, S. 150   [Edip Teks, dramatični oratorij za soliste, zbor i orkestar; prema Sofoklovoj tragediji Oedipus Rex (Kralj Edip)]
- The Only Piece Ever Written for Violin and Tuba, S. 9, 10, big fat hen   [Jedino djelo ikad napisano za violinu i tubu; S.: iz brojalice koja govori o radnom danu proizvođača čipke One, Two, Buckle My Shoe, ...Nine, ten, A big fat hen (Jedan, dva, zakopčaj cipelu... devet, deset, velika debela kokoš)]
- Oratorio: The Seasonings, S. 1½ tsp.   [prema Haydnovom The Seasons (Godišnja doba), Oratorij: Začini, S. 1½ kavena žličica]
- Overture to La clemenza di Genghis Khan, S. 1227   [Uvertira za "Džingis-kanovo milosrđe"; prema Mozartovoj operi Titovo milosrđe KV 621, La clemenza di Tito; S.: 1227 je godina smrti Džingis-kana]
- Perückenstück from The Civilian Barber, S. 4F   [Perika iz "Civilnog brijača"; prema operi Seviljski brijač na engleskom: The Sevillian barber]
- Pervertimento for Bagpipes, Bicycle and Balloons, S. 66   [Pervertimento za gajde, bicikl i balone; Pervertimento: kalambur na divertimento]
- The Preachers of Crimetheus, a ballet in one selfless act, S. 988   [Propovjednici Crimetheusa, balet u jednom nesebičnom činu; prema baletu The Creatures of Prometheus (Prometejeva stvorenja) Ludwiga van Beethovena; Crimetheus je nepostojeća riječ u engleskom, moguća veza Crime: the US (kriminal u SAD)]
- Prelude to Einstein on the Fritz, S. e=mt2   [Preludij "Einstein u kvaru"; kalambur naslova opere Einstein on the Beach Philipa Glassa; idiom on the Fritz: neispravan, u kvaru]
- Royal Firewater Musick, for bottles and orchestra, S. 1/5   [Kraljevska vatreno-vodena glazba, za boce i orkestar; spoj Händelovih naslova Royal Fireworks Music (Glazba za kraljevski vatromet, HWV 351) i Water Music (Glazba na vodi)]
- "Safe" Sextet, S. R33–L45–R(pass it once)78   ["Sef" sekstet; S.: brojevi su brzina obrtaja gramofonske ploče, a i kombinacija na sefu, R-desno, L-lijevo)]
- "Sam and Janet" (Knock, Knock, choral cantata, S. 4/1)   ["Sam i Janet"; numera iz koralne kantate Knock, Knock, odziv na "tko je?"; kalambur na pjesmu iz 1949. godine Some Enchanted Evening (neka očaravajuća večer)]
- The "Sanka" Cantata   [Kantata Sanka; prema Coffee Cantata (Schweigt stille, plaudert nicht, BWV 211), "Sanka" je marka američke dekofenizirane instant-kave; ovo je prvo "otkriveno" djelo P. D. Q. Bacha, nađeno u lončiću za kavu gdje je služilo kao cjedilo]
- Schleptet in E♭Major, S. 0   [Šleptet (septet) u Es-duru za flautu, obou, fagot, rog, violinu, violu i čelo]
- Serenude, for devious instruments, S. 36–24–36   [kalambur Serenade - Serenude: Serenaga, za glazbala loših namjera; S. 36–24-36: oblik prikazivanja ženskih mjera u inčima, 91-61-91]
- Shepherd on the Rocks with a Twist, S. 12 to 1   [Pastir na stijeni s tvistom; prema Schubertovoj pjesmi The Shepherd on the Rock (Pastir na stijeni)]
- The Short-Tempered Clavier, Preludes and Fugues in All the Major and Minor Keys Except for the Really Hard Ones, S. easy as 3.14159265   [Naprasit klavir, preludiji i fuge u svim durovima i molovima, osim stvarno teških; Short-Tempered prema The Well-Tempered Clavier (Dobro ugođen klavir) J. S. Bacha; S.: lako kao broj π]
- Sinfonia Concertante, S. 98.6   [Koncertantna simfonija]
- Six Contrary Dances, S. 39   [Šest suprotnih plesova; prema Mozartovim Six Country Dances (Contredanses) - Šest seoskh plesova]
- Sonata "Abassoonata", S. 888   [Sonata "ofagoćena"; basoon = fagot; prema Beethovenovoj sonati Appassionata (strasna); S.: 888 - anđeli vam se obraćaju]
- Sonata Da Circo for steam calliope, S. 3 ring   [Cirkuska sonata, za parne kaliope; kaliope su orgulje na paru]
- Sonata for Viola Four Hands and Harpsichord, S. 440   [sonata za violu za četiri ruke i čembalo]
- Sonata Innamorata, S. 1 + 1   [Zaljubljena sonata; ]
- Sonata Piccola, S. 8va   [Mala sonata, za piccolo i klavir; S.: 8va (all'ottava) je glazbena oznaka da se djelo izvodi za oktavu više ili niže]
- The Stoned Guest, a half-act opera, S. 86 proof   [Okamenjeni gost, opera u pola čina; prema naslovu drame Puškina i opere Dargomiškog The Stone Guest ili opere Don Giovanni, or The Stone Guest  Giuseppea Gazzanige; S.: 86 probni primjerak]
- String Quartet in F Major "The Moose", S. Y2K   [Gudački kvartet u F-duru "Los"; moguće po naslovu String Quartet No. 1 "Y2K" Marka Scearcea iz 1999. godine]
- Suite from "The Civilian Barber", S. 4F   [Suita iz "Civilnog brijača"; prema operi Seviljski brijač na engleskom: The Sevillian barber]
- Suite No. 1 for Cello All By Its Lonesome, S. 1a   [Suita br. 1 za čelo potpuno usamljeno]
- Suite No. 2 for Cello All By Its Lonesome, S. 1b   [Suita br. 2 za čelo potpuno usamljeno]
- Three Chorale-Based Piecelets for organ, S. III   [Tri koralna komadića za orgulje]
- Three Teeny Preludes for piano, S. 001   [Tri tinejdžerska preludija za klavir; igra riječi teeny (tinejdžerski) i tiny (mali, sitan)]
- Toot Suite for calliope four hands, S. 212°   [Tut suita za kaliope četveroručno; toot - onomatopeja trubljenja; kaliope su orgulje na paru; S.: 212° Fahrenheita = 100°C (točka ključanja vode)]
- Traumarei for unaccompanied piano, S. 13   [Traumiranje za solo klavir, kalambur na Träumerei (Sanjarenje) Roberta Schumanna]
- Trio (sic) Sonata, S. 3(4)   [Trio (sic) sonata; po latinskom sic = tako (stoji u originalu)]
- The "Trite" Quintet, S. 6 of 1, Half a Dozen of the Other   ["Otrcan" kvintet; S.: 6 od 1, pola tuceta ostalog]
- Twelve Quite Heavenly Songs (Arie Proprio Zodicale), S. 16°   [Dvanaest božanskih pjesama (Samo zodijačke arije); S.: 16° je ukupna širina pojasa zodijaka]
- Two Hearts, Four Lips, Three Little Words, S. 9   [Dva srca, četiri usne, tri male riječi]
- Two Madrigals from The Triumphs of Thusnelda, S. 1601   [Dva madrigala iz Thusneldinog trijumfa; Thusnelda je Germanka koju je zarobio Germanik i prikazao kao trofej na svom trijumfu 26. svibnja 17. godine]
- Variations on an Unusually Simple-Minded Theme for piano and orchestra, S. 1   [Varijacije na neuobičajeno glupu temu, za klavir i orkestar]

## "Neotkrivena" djela
Djela koja "još nisu otkrivena", ili su "namjerno izgubljena":

### Opere
- The Barren Gypsy   [Jalovi Ciganin; prema Straußovoj opereti Barun Ciganin, en. The Gypsy Baron: Baron (barun) → Barren (jalov)]
- The Civilian Barber, S. 4F   [Civilni brijač; prema operi Seviljski brijač na engleskom: The Sevillian barber]
- Madame Butterbrickle   [prema Puccinijevoj operi Madama Butterfly, s kalamburom Butter Brickle (slatkiš popularan u Americi)]
- The Magic Fruit   [Čarobno voće; prema "The Magic Flute" (Čarobna frula)]
- Rosenkavalier and Guildenstern   [prema Straussovoj operi Kavalir s ružom, Der Rosenkavalier; Rosencrantz i Guildenstern su likovi iz Hamleta]

### Religiozna glazba
- Famous Last Words of Christ   [Čuvene posljednje Kristove riječi]
- Half-Nelson Mass   [Polu-Nelsonova misa; prema naslovu Haydnove "Nelsonove mise", aluzija na Nelsonov gubitak oka i ruke; polunelson je također zahvat u hrvanju]
- The Mass in the Allah Mode   [Misa na Alahov način; kalambur na à la mode (u modernom stilu)]
- The Passion According to Hoyle   [Pasija prema pravilima; According to Hoyle je idiom u značenju "striktno prema pravilima" (Edmond Hoyle, britnski pisac kartaških pravila)]

### Ostalo
- The Dairy Queen (pastoral masque)   [Dairy Queen je američki lanac restorana brze hrane; pastoral masque je oksimoron: masque je glazbeno-scensko djelo njegovano na engleskom dvoru, te nije pastoralno]
- Neo-Trio Sonata   [Moderna Trio sonata]

## Schickeleova djela na zapisima
Peter Schickele je na nekim trajnim zapisima pod imenom Prof. Schickele objavio skladbe:
- Bach Portrait   [Bachov portret]
- Chaconne à son Goût   [Chaconne u njegovoj obradi]
- Eine Kleine Nichtmusik   [Mala nemoćna muzika; prema "Mala noćna muzika", Eine Kleine Nachtmusik W. A. Mozarta]
- Last Tango in Bayreuth   [Posljednji tango u Bayreuthu; prema naslovu filma Last Tango in Paris]
- New Horizons in Music Appreciation (Beethoven's Symphony No. 5)   [Novi horizonti u razumijevanju glazbe (Beethovenova Simfonija br. 5)]
- Quodlibet   [Kvodlibet]
- "Unbegun" Symphony   ["Nezapočeta" simfonija; treći i četvrti stavak, prema Nedovršenoj simfoniji Franza Schuberta koja ima samo prva dva stavka.]

## Diskografija
- Peter Schickele Presents an Evening with P. D. Q. Bach (1807–1742)? (1965.)
- An Hysteric Return: P. D. Q. Bach at Carnegie Hall (1966.)
- Report from Hoople: P. D. Q. Bach on the Air (1967.)
- The Stoned Guest (1970.)
- The Intimate P. D. Q. Bach (1974.)
- Portrait of P. D. Q. Bach (1977.)
- Black Forest Bluegrass (1979.)
- Liebeslieder Polkas (1980.)
- Music You Can't Get Out of Your Head (1982.)
- A Little Nightmare Music (1983.)

- 1712 Overture and Other Musical Assaults (1989.)
- Oedipus Tex and Other Choral Calamities (1990.)
- WTWP Classical Talkity-Talk Radio (1991.)
- Music for an Awful Lot of Winds and Percussion (1992.)
- Two Pianos Are Better Than One (1994.)
- The Short-Tempered Clavier and Other Dysfunctional Works for Keyboard (1995.)
- P. D. Q. Bach and Peter Schickele: The Jekyll and Hyde Tour (2007.)

Kompilacije
- The Wurst of P. D. Q. Bach (1971.)
- The Dreaded P. D. Q. Bach Collection (1996.)
- The Ill-Conceived P. D. Q. Bach Anthology (1998.)